# One Worldwide Plaza
One Worldwide Plaza je mrakodrap nacházející se na Manhattanu v New Yorku. Je to nejvyšší budova komplexu Worldwide Plaza. Byla postavena v roce 1989. Má 49 pater a výšku 237 m.
Budova má cihlové obložení stěn a její střecha je vyrobena z mědi a na samotném vrcholu je skleněná pyramida.